# ウィリー走行

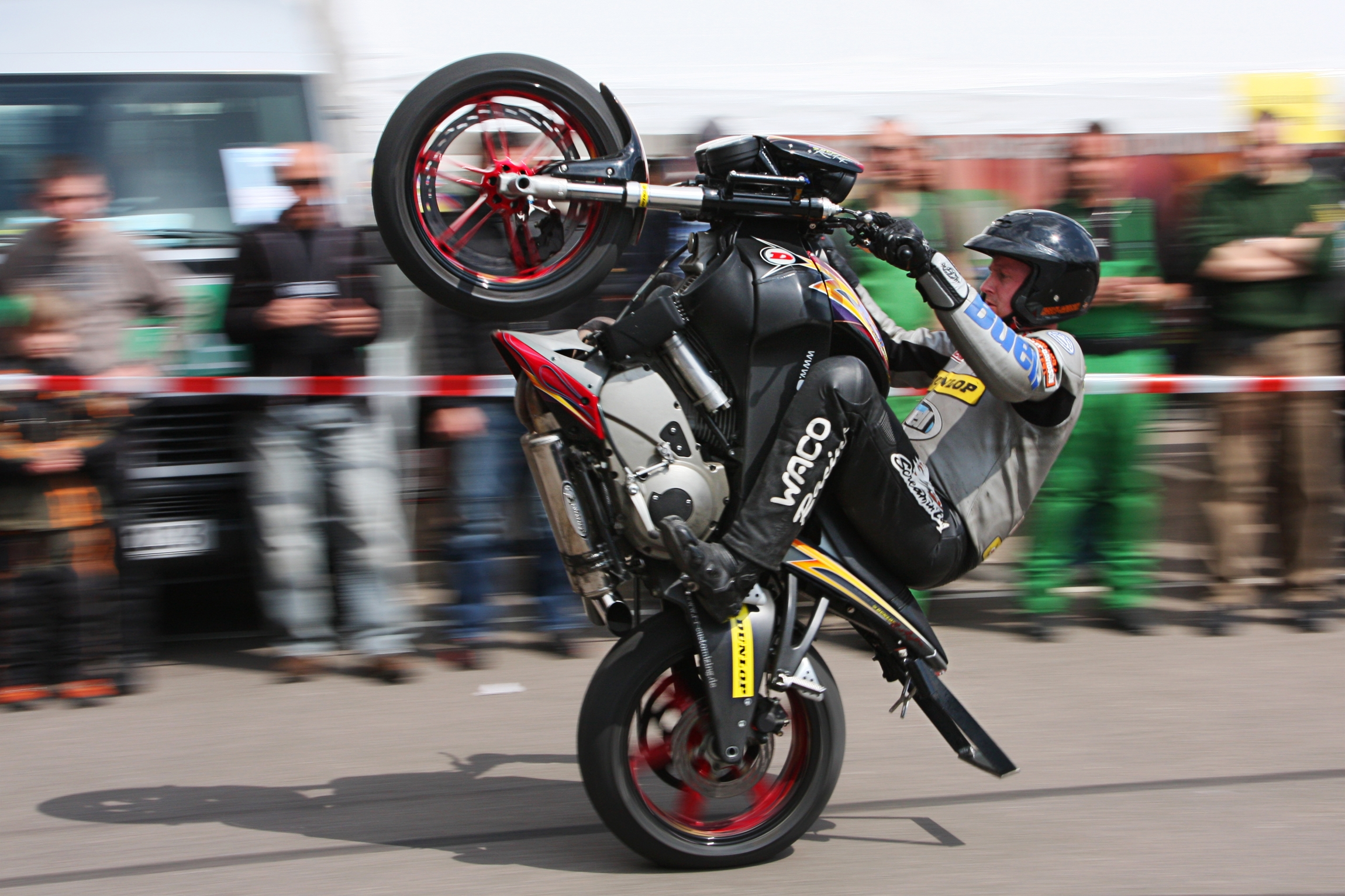
オートバイの後輪走行

ウィリー走行（ウィリーそうこう、単にウィリーとも、英: Wheelie）あるいは後輪走行（こうりんそうこう）とはオートバイや自転車などの乗り物で前輪を地面から浮かせた状態で走行する技術である。障害物を越える場合等に前輪を一瞬だけ持ち上げる場合はウィリーではなくノーズリフト(Nose lift)と呼ばれる。

## 概要
ウィリー走行は車両による曲芸走行のうち、後輪に大きなトルクをかけたり体重を移動したりといった方法で前輪を地面から浮き上がらせる車両操作である。通常は自転車やオートバイでの技術として見ることができるが、不可避的に発生するものはドラッグレースなどの自動車競技でも見ることができる。

## 自転車
ハンドルを引き上げるようにして運転者の体重を後方へ移動させると同時に、ペダルにかける力を強めて後輪にトルクをかける方法が一般的である。その際、地面の突起を乗り越えるタイミングも合わせて、前輪に加わる地面からの反発力を利用する場合もある。前輪にサスペンションがある自転車の場合は、いったん前輪に体重をかけてサスペンションを縮め、伸びる際の反動を利用する場合もある。前輪が浮いた後も回転を続けさせることでジャイロ効果が得られ、バランスをとりやすいだけでなく、ハンドル操作で進行方向をある程度は制御することができる。
ペダルによるトルクを利用せずに体重移動だけで前輪を浮かせる技術もあり、コースターウィリー(Coaster wheelie)あるいはマニュアルウィリー、マニュアルアップ、マニュアルなどと呼ばれている。

## オートバイ
オートバイの曲芸走行としては極めて一般的である。基本的な操作は自転車と同じであるが、ペダルによるトルクの代わりにアクセルの操作で後輪のトルクを調整する。自転車とは異なり、クラッチの断接によるトルクの急激な変動を利用する場合もある。あるいは乗員は体重移動をせずにアクセルの操作のみで行う方法もある。着地時には前輪がまっすぐの状態で着地しなければ挙動が大きく乱れ危険である。レース走行でも時折見られるがタイムを出す上では行わない方がよく、トルク調節のミスとされる。

## スケートボード

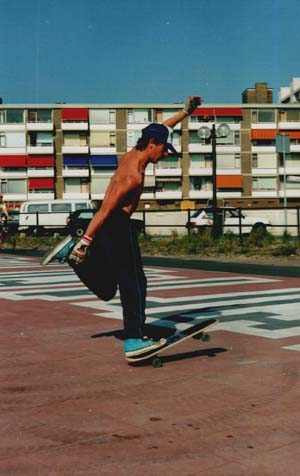
スケートボードのワンフットウィリー

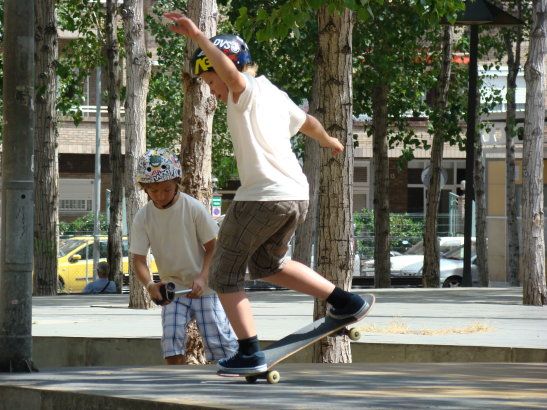
スケートボードのノーズマニュアル

スケートボードでは車軸がある位置に足を乗せ替えて前輪を浮かせる技をウィリーと呼んでいたため、通常の体勢のものをマニュアル(Manual)の名で区別した。これがストリートスタイルでの主要な技の一つとして発展する。

## 後輪を浮かせる技
ブレーキを掛けて停止して浮かせる場合はエンドー(Endo)。ブレーキで減速しながら浮かせる場合はノーズウィリー(Nose wheelie)、ストッピー(en:Stoppie)。体重移動で浮かせたまま走る場合はノーズマニュアル(Nose manual)と呼ばれる。